# Vespa-asiática
A vespa-asiática (nome científico: Vespa velutina) é uma espécie de vespa nativa do Sudeste Asiático.
A espécie é originária de regiões tropicais e subtropicais, cuja distribuição natural que se estende pelo norte da Índia ao leste da China, Indochina e ao arquipélago da Indonésia.
Em alguns países trata-se de uma espécie invasora que constitui uma preocupação séria das autoridades devido à sua acção predadora que põe em perigo as abelhas autóctones. É uma praga que pode dizimar um enxame das europeias em poucos dias.
A Vespa velutina é ligeiramente mais pequena do que as europeias vespa crabro e vespa mamute, mas é muito maior que as polistes e em especial a vespa germânica, sendo esta última especialmente importante por ser a mais predominante no espaço europeu. Geralmente as rainhas medem 30 mm de comprimento, os machos cerca de 24 mm e as obreiras cerca de 20 mm.
Esta espécie apresenta a cabeça preta com face laranja ou amarelada, o tórax castanho-escuro ou preto, um segmento no abdómen amarelo-alaranjado na parte dorsal, as asas escuras e as patas castanhas com extremidades amarelas.

## Ninho
Na Primavera, cada rainha das vespas velutinas constrói o seu ninho sozinha, na maioria das vezes num lugar protegido. Esses seus ninhos primários parecem-se a pequenas esferas, com 5 a 10cm de diâmetro e com uma abertura no fundo.
E depois, como é um insecto social, no fim da Primavera e Verão, faz o seu ninho secundário, esféricos ou em forma de pêra, com uma pequena abertura lateral, de pasta de celulose, geralmente nos altos das árvores, que já pode conter até cerca 2200 vespas. Destas, 150 são fundadores de novas colónias que, no ano seguinte, poderão criar pelo menos 6 novos ninhos. As rainhas sobrevivem ao Inverno no ninho primário, pequeno e mais perto do solo.

## Na Europa
A variedade que causa problemas de invasão na Europa é a subespécie Vespa velutina nigrithorax.
A Vespa velutina nigritorax chegou à Europa por via marítima, em 2004. As autoridades francesas desconfiam que vieram num carregamento de bonsai, proveniente da China e descarregado em Bordéus. Nesse ano, eliminaram três ninhos. Em 2005, cinco. Mas em 2006 foram detetados 223 ninhos de vespa velutina em França e um ano depois os animais tinham-se espalhado por metade do país: 1613 ninhos.

### Em Portugal
Em setembro de 2011 um apicultor detetou um ninho de vespas perto de Viana do Castelo. Em dezembro de 2012 estavam confirmados nove ninhos no Alto Minho. No final de fevereiro, o número tinha subido para cinquenta. Desde essa altura, incluindo esse número, até ao final de 2015 foram registados 1215 vespeiros. Do distrito de Viana do Castelo espalharam-se para Braga e Vila Real. O problema são os ninhos na floresta. É por aí que as velutinas vão continuar a progressão para sul.
Em abril de 2017, os ninhos da vespa asiática são já muitos milhares em Portugal e a espécie está já confirmada no Porto, em Coimbra, em Aveiro, na Guarda, em Leiria, em Santarém, em Castelo Branco, em Viseu e, em alguns casos pontuais, no Alentejo.
Em Outubro de 2017 foi avistada em 12 distritos.
Em Agosto de 2019 foi avistada em Lisboa, na Quinta das Conchas e dos Lilases. No mês seguinte, parte do Parque da Pena, em Sintra, foi encerrado devido à presença de ninhos desta espécie.
Nos primeiros quatro meses de 2020, as autoridades portuguesas identificaram 1245 ninhos de vespa asiática no seu país, dos quais apenas conseguiram exterminar 1124.
Em 2022, foi detetada em Borba.
Até 31 de dezembro de 2024, apenas os distritos de Beja e Faro não tinham qualquer registo da presença de vespa velutina. De acordo com a informação do ICNF, foram registados mais de 182 mil ninhos desde 2015.

## Método de ataque
O seu método de ataque é simples: começa por esperar as abelhas carregadas de pólen junto das colmeias; depois, captura-as e corta-lhes a cabeça, patas e ferrão, para aproveitar o tórax, a parte mais rica em proteínas; por fim, transporta-as para o seu ninho para alimentar as larvas.

## Defesa
No Oriente, as abelhas asiáticas aprenderam a defender-se das velutinas. Quando uma vespa prospetora entra na colmeia, a colónia começa por fechar-lhe a saída. Depois as abelhas rodeiam o predador e formam uma bolha ao seu redor, começando a bater as asas para criar calor. As abelhas suportam temperaturas de 42 graus, as vespas apenas de 40. Então as obreiras aquecem a temperatura da colmeia até aos 41 graus, quase se matando a si próprias para eliminarem a vespa.

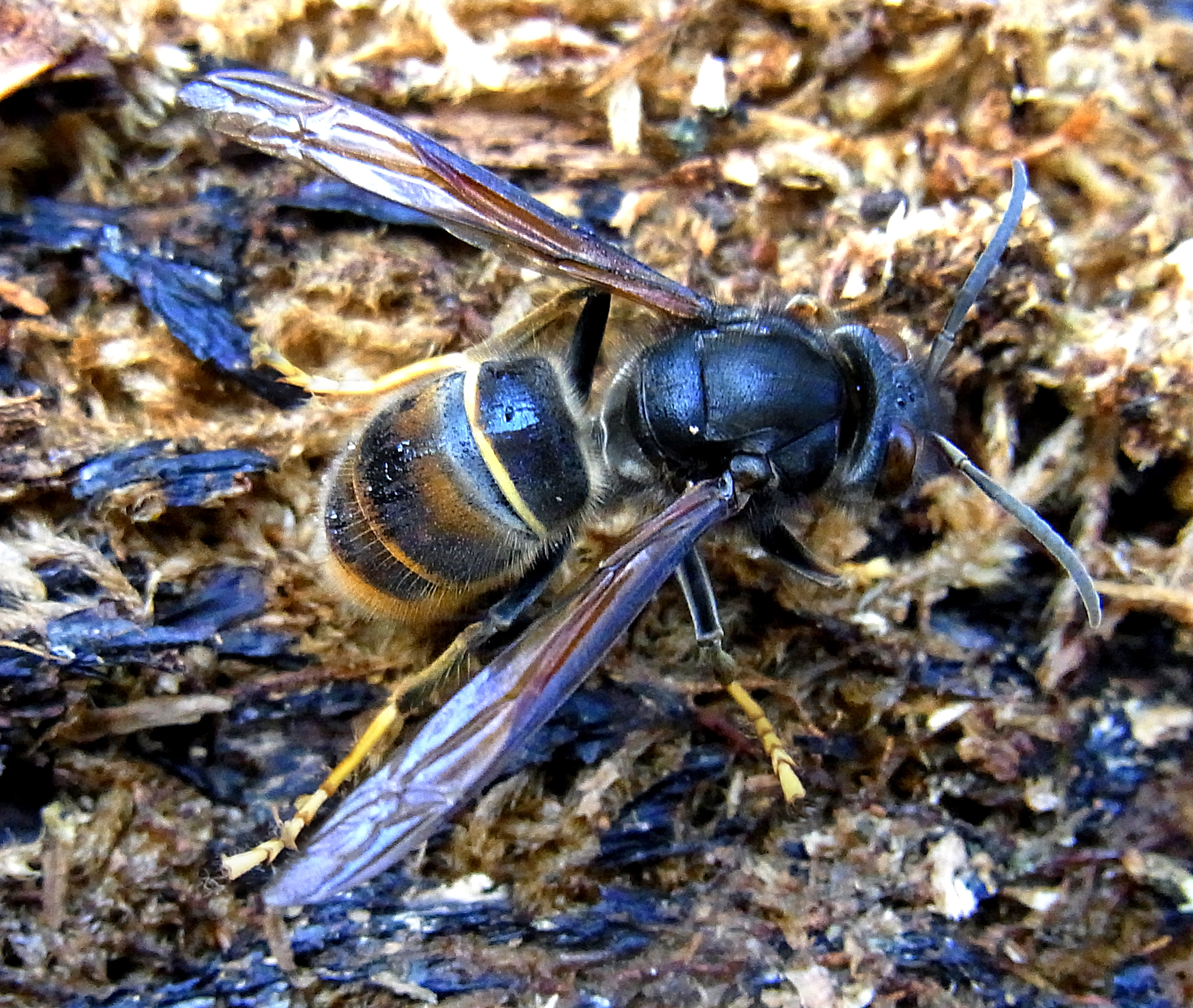
Vespa velutina - variante cromática comum. Aparência dorsal.
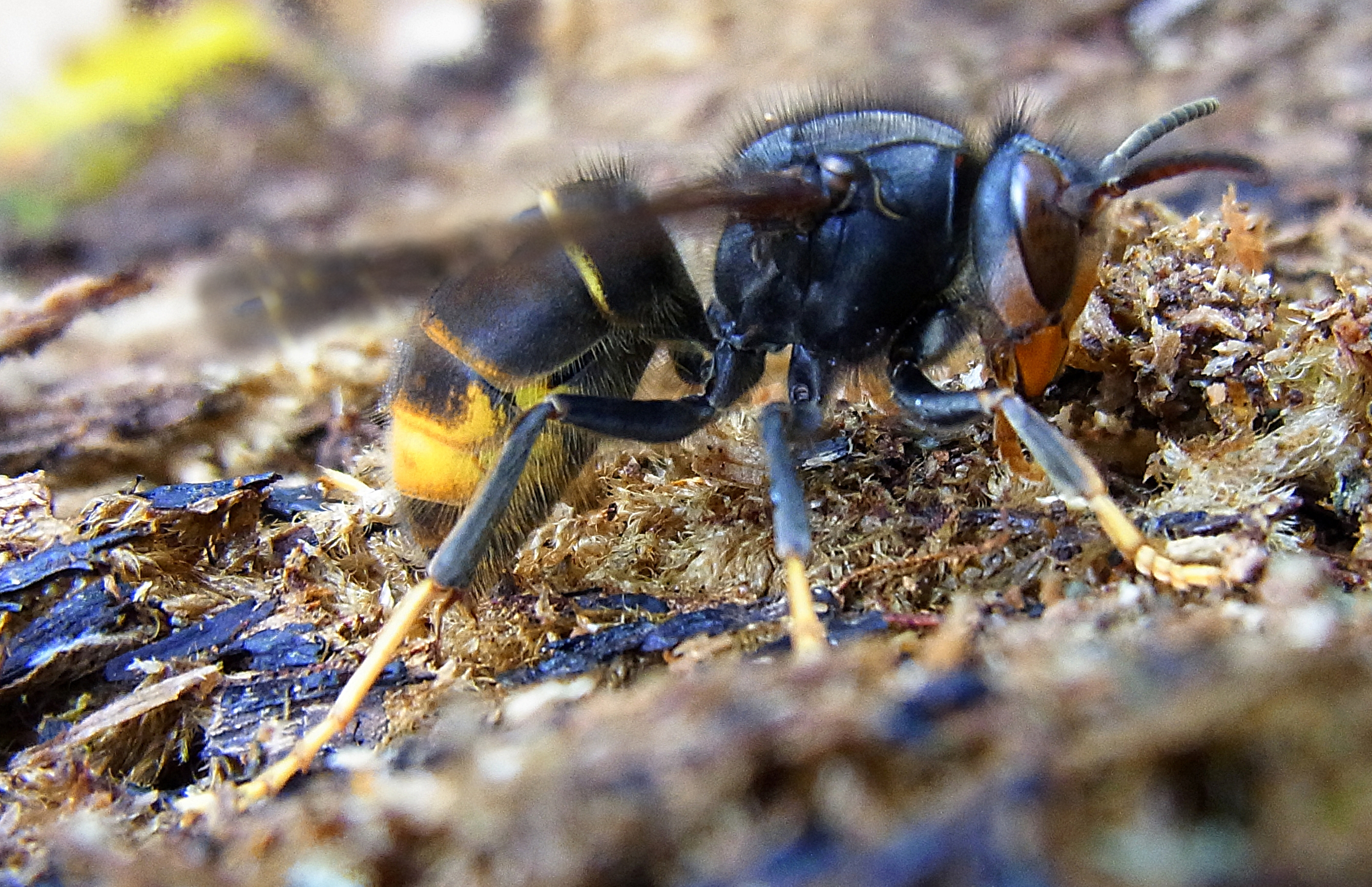
Vespa velutina - variante cromática comum. Aparência lateral.
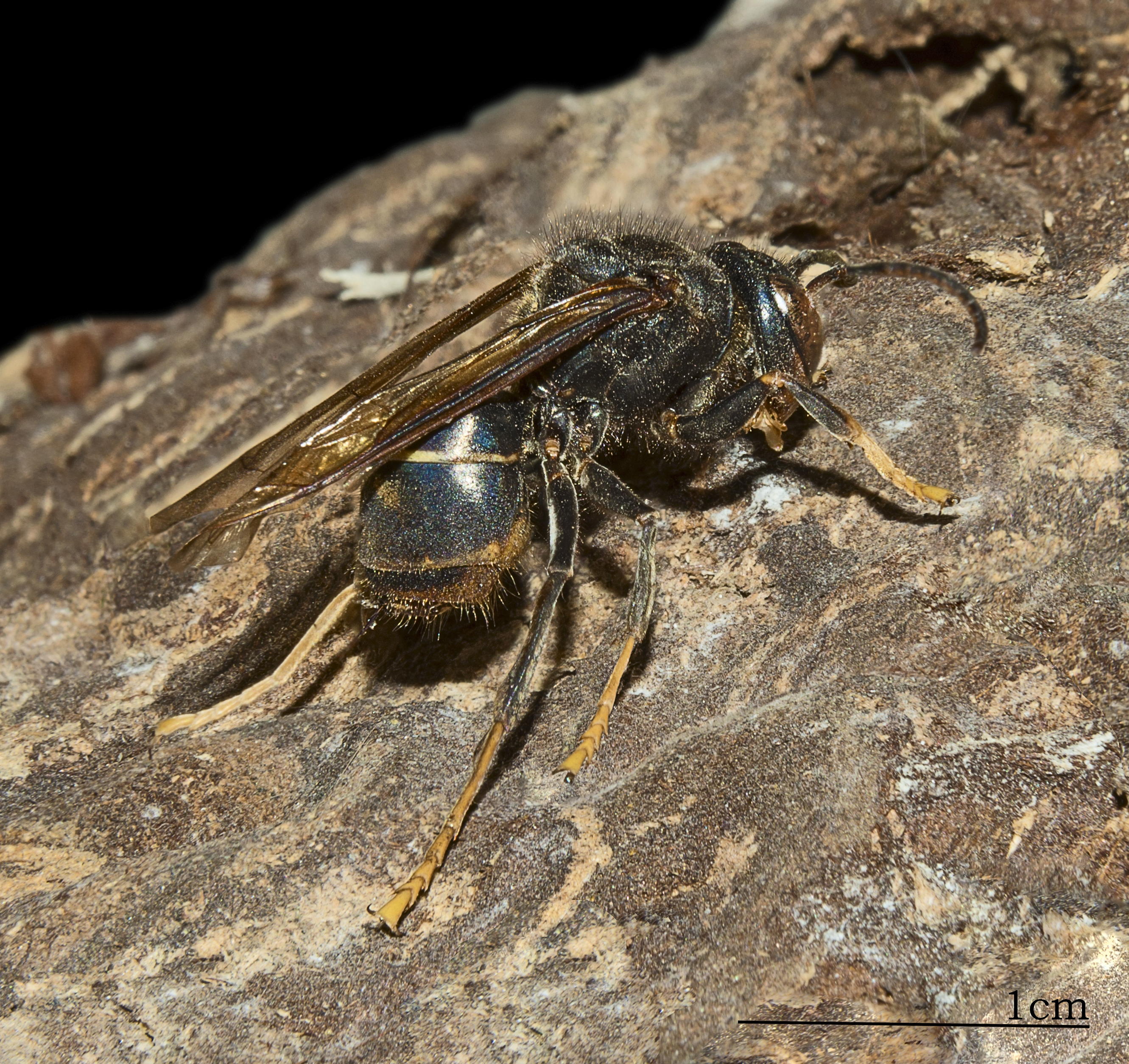
Vespa velutina nigrithorax, variante negra.
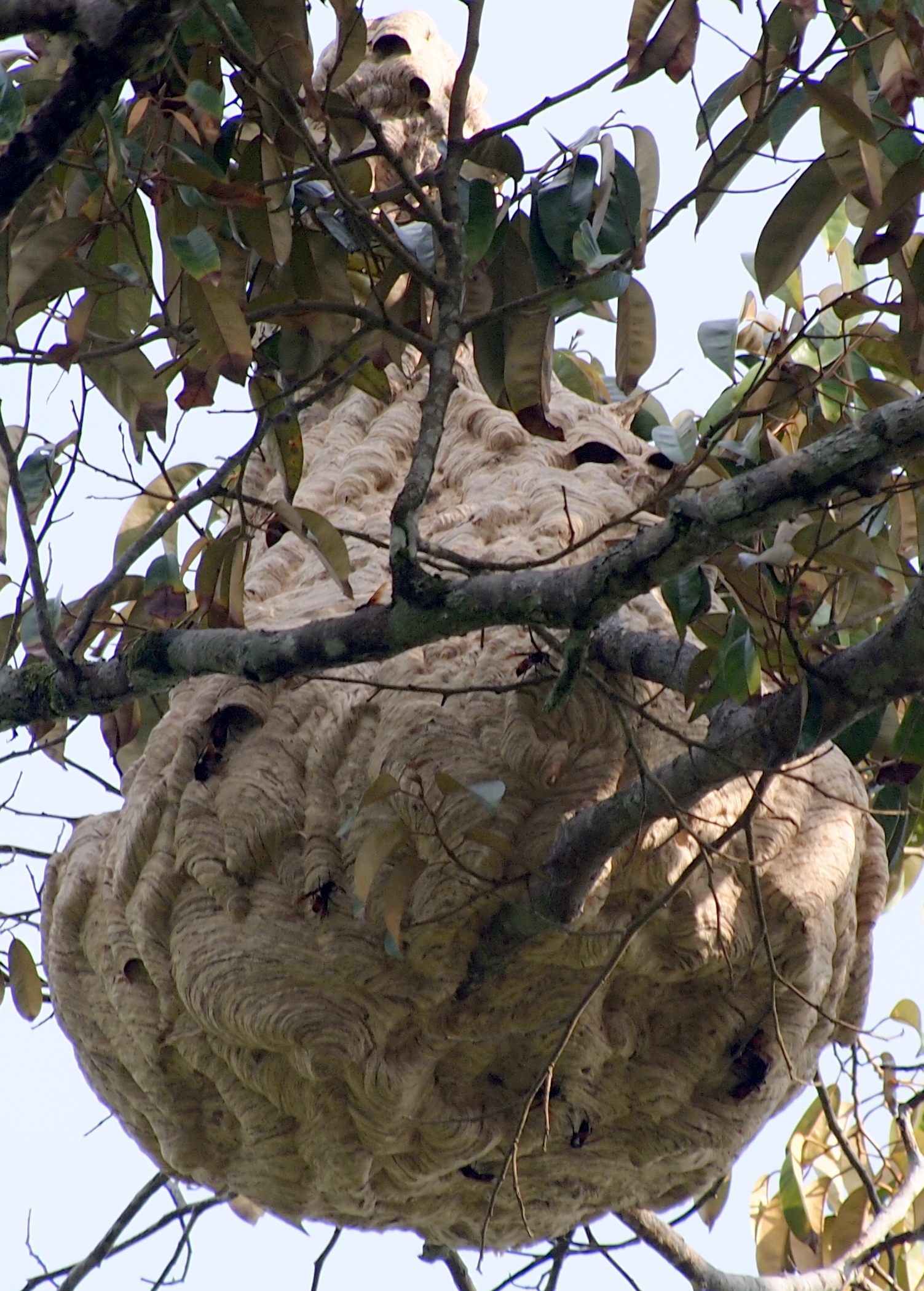
Ninho de vespa-asiática a cerca de 9 metros de altura numa árvore na Malásia

## Meios de controle

#### Incineração
Os ninhos podem ser destruídos pelas autoridades por incineração completa, evitando a dispersão de algumas vespas que iriam de imediato fundar vários ninhos.

### Anidrido sulfuroso
Um ninho pode ser destruído de até 20 metros de distância por uso de um tubo telescópico injetando dióxido de enxofre dentro do ninho. Este gás tem propriedades refrigerantes e congela o ninho inteiro

### Vara com cola
Uma armadilha simples de realizar consiste em uma vara de 30 cm de comprimento cuja extremidade é recoberta de cola para ratos. A captura da vespa consiste em tocá-la com a ponta da vara. Esta ferramenta seletiva e respeitosa do meio ambiente permite a captura das jovens fundadoras de colónia, atraídas durante a primavera para comedores contendo mel e restos de carne ou peixe. Visitando o comedor a cada 2 ou 3 horas, é possível eliminar as vespas sem perturbar os outros insetos atraídos pela comida.
No entanto esta técnica é muito discutida e deve ser usada com cautela.
Assim que um ninho desenvolvido é localizado, é preciso parar de capturar as fundadoras para evitar capturar a sua rainha. O ninho encarregar-se-á de impedir a fundação de outras colónias nas redondezas. O ninho pode ser destruído por incineração em julho, quando as jovens fundadoras já não poderão criar novas colónias viáveis.
A captura poderia também ser negativa para a vespa europeia se a captura for insuficientemente seletiva ou se prolongar depois de abril. A experiência de outras invasões e diferentes estudos científicos sobre a biologia das vespas mostram que mais de 90% das jovens fundadoras morrem em luta entre elas para locais de nidificação. Se a captura mata outros insetos, o ambiente alterado favorece a instalação das vespas asiáticas. Por essas razões, esta técnica não é aconselhada.

### Proteção das colmeias

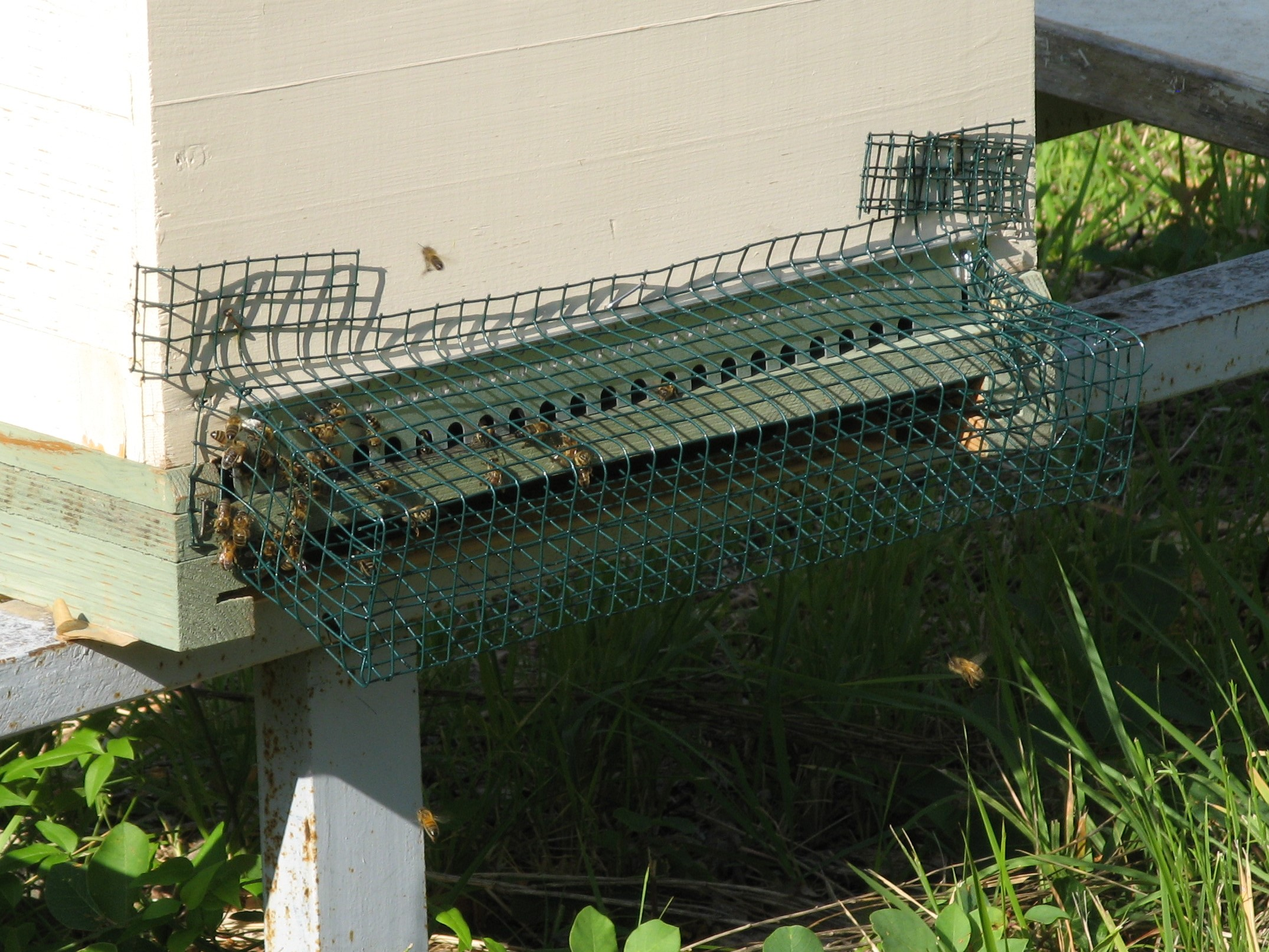
Entrada de uma colmeia com grelha de proteção

Existem portas de entrada para colmeias que só deixam passar abelhas. Uma rede maio pode proteger toda a colmeia ou uma zona mais extensa à volta dela. A rede impede as vespas de penetrar e esvaziar as colmeias. A rede não protege contra a caça de abelhas em pleno voo, mas limita os danos. É preciso certificar-se que a rede não impede a entrada dos machos de abelha (zângãos) na altura da fecundação.

### Galinhas

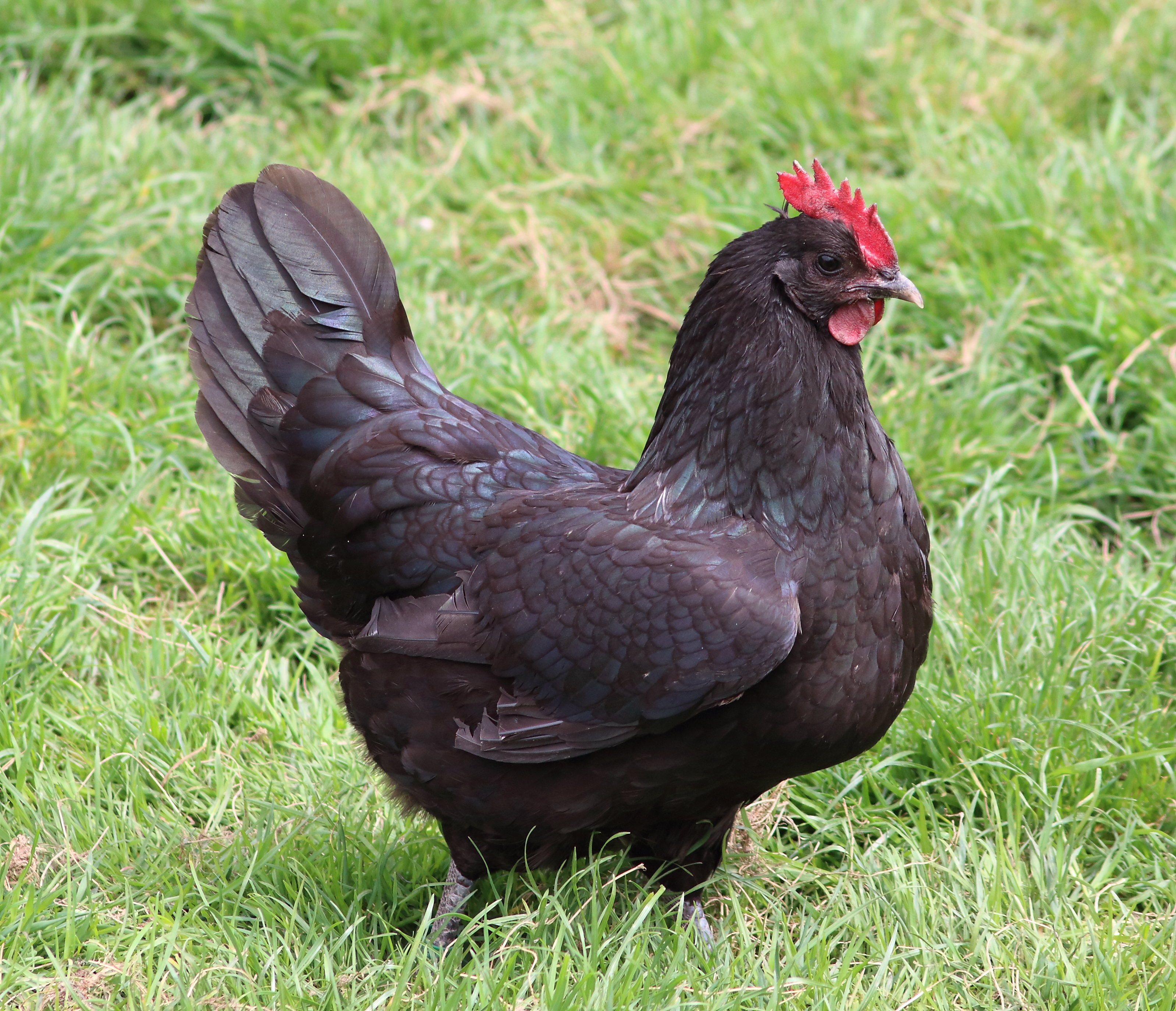
Galinha de raça Janzé

Os frangos em crescimento nascidos em ambiente natural e educados por uma galinha são predadores ocasionais das vespas asiáticas. Pode então ser considerada a instalação de uma colmeia dentro de um galinheiro.
Em particular, a galinha de raça Janzé é muito boa predadora, dando saltos e apanhando a vespa quando esta última está em voo estacionário em cima de uma colmeia. Descartando a cabeça, a galinha come o corpo da vespa.

### Plantas carnívoras
Um estudo do Jardim de plantas de Nantes (França) mostra que a planta carnívora Sarracenia oreophila atrai especificamente a vespa asiática e seria promissora na luta contra a invasora, cada planta podendo eliminar até 50 vespas. No entanto a planta não seria suficiente para lutar contra colónias que podem contar até 3000 vespas.

### Parasitas

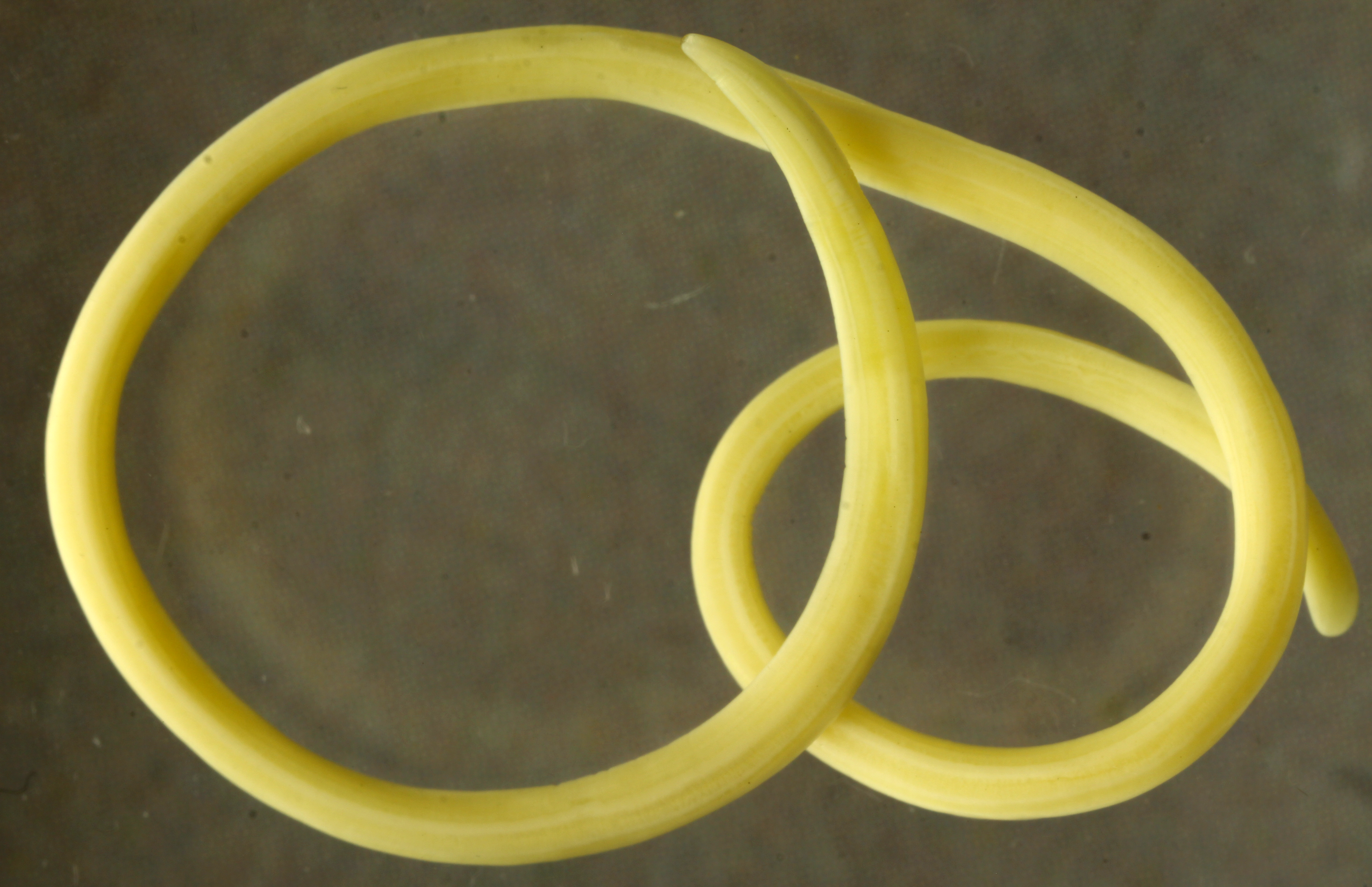
Nematoda da família dos Mermithidae, parasita da vespa asiática

Procura-se conhecer melhor os parasitas que podem ter um papel importante na luta biológica. Estudos
. Uma espécie do género Pheromermis, provavelmente  Pheromermis vesparum, parasita a vespa. É uma espécie local, europeia, que se adaptou ao novo hóspede. Mas muito poucos foram encontrados a parasitar vespas, porque os hóspedes intermédios, as Phryganea, só fazem parte de maneira ocasional da alimentação das vespa, não permitindo o uso do parasita em luta biológica.